# Antrodiaetus riversi
Antrodiaetus riversi är en spindelart som först beskrevs av O. Pickard-Cambridge 1883.  Antrodiaetus riversi ingår i släktet Antrodiaetus och familjen Antrodiaetidae. Inga underarter finns listade i Catalogue of Life.

## Bildgalleri

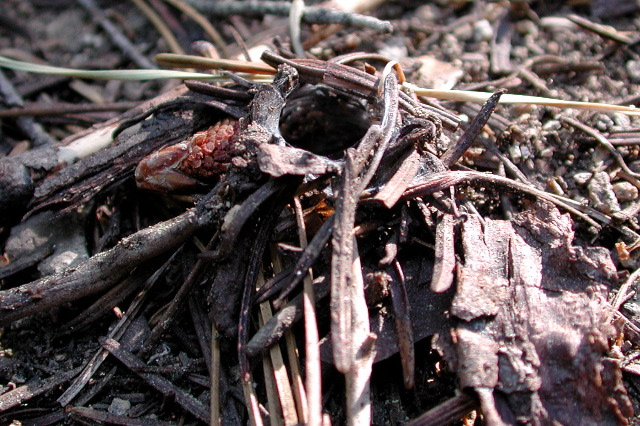
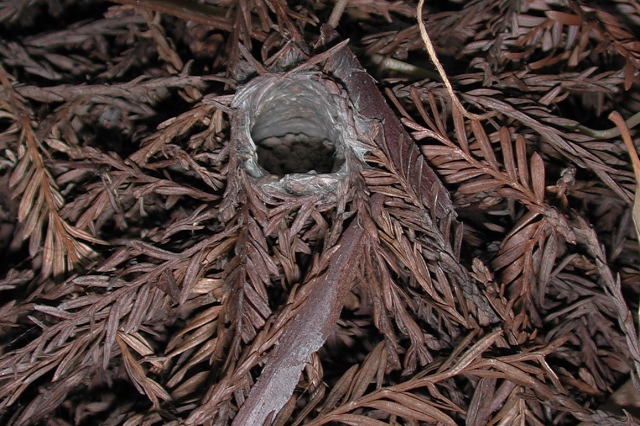
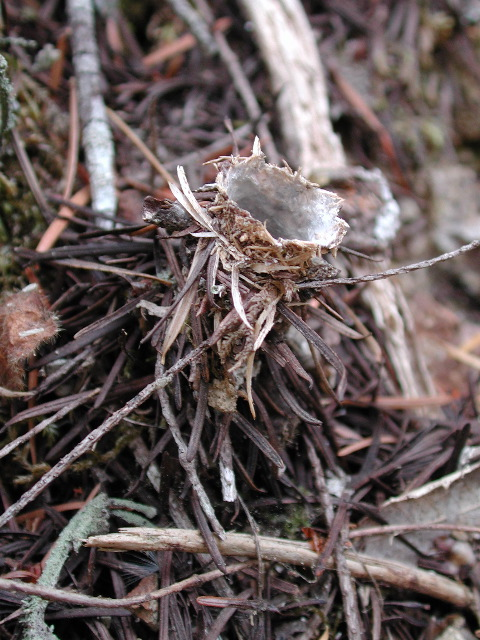
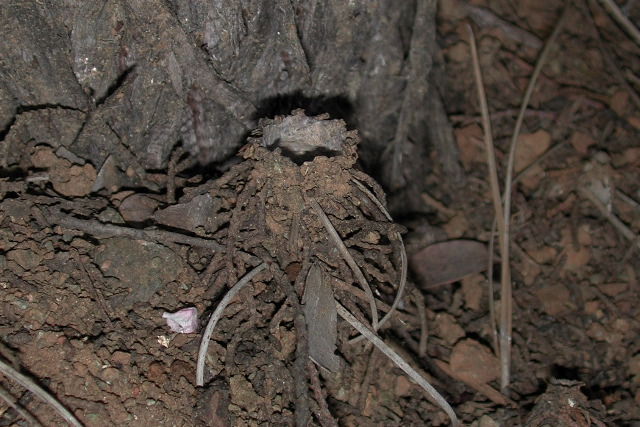
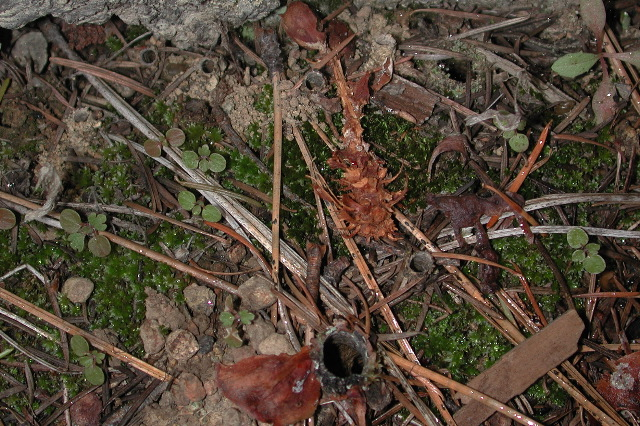